# Geert Kocks
Geert Hendrik Kocks (Barger-Oosterveld, 15 december 1936 - Zuidlaren, 8 augustus 2003) was een Nederlandse dialectoloog en taalkundige. Hij werd vooral bekend door zijn werk aan het Drents-Nederlands woordenboek.

## Leven en werk
Kocks werd in 1936 in het Drentse dorp Barger-Oosterveld geboren. Hij volgde het gymnasium aan het Klein Seminarie in Apeldoorn en studeerde vervolgens germanistiek met als bijvakken Nedersaksische taal en letterkunde en geschiedenis van de middeleeuwen aan de Universiteit van Groningen. Hij begon zijn carrière als leraar in Emmen. Nadien was Kocks werkzaam als lector Nederlands aan de Universiteit van Göttingen. Later werkte hij bij het Nedersaksisch Instituut van de Universiteit van Groningen.
Kocks stelde voor het Nedersaksisch Instituut een wetenschappelijk woordenboek van de Drentse dialecten samen. Hiertoe verzamelde hij overal in Drenthe groepen dialectgebruikers om zich heen, samen zo'n vierhonderd metwarkers, die hij woorden en gezegden voorlegde. Op die wijze verzamelde hij een schat aan gegevens, zo'n anderhalf miljoen Drentse dialectwoorden, op fiches. Hiermee wilde hij een tiendelig wetenschappelijk woordenboek samenstellen, maar bezuinigingen aan de universiteit haalden een streep door de rekening. Het werd uiteindelijk een tweedelig Drents-Nederlands handwoordenboek met geografische verwijzingen, dat Kocks deels in eigen tijd samenstelde. De beide delen verschenen in 1996 en 1997. Na zijn pensionering in 1998 voltooide hij een in 2000 verschenen register Nederlands-Drents als derde deel van het woordenboek.
Kocks overleed in het Drentse dorp Zuidlaren in augustus in 2003.